# Cal Cintet
|  | Per a altres significats, vegeu «Cal Cintet (Granera)». |

Cal Cintet és una masia inclosa en l'Inventari del Patrimoni Arquitectònic de Catalunya del s. XVII i XVIII al peu de la riera de Vilada-Riera de Camprubí al terme municipal de Castell de l'Areny (Berguedà) i seu d'un antic molí abandonat. La masia resta avui abandonada.
Masia de planta gairebé quadrada seguint l'esquema tradicional. Està organitzat en planta baixa i dos pisos superiors cobert a dues aigües de teula àrab. Hi ha algunes construccions annexes usats com a pallissa, de dos pisos d'alçada. Les entrades es fan per dos arcs de mig punt adovellats. Hi ha força obertures, moltes d'elles allindanades amb ampits de pedra, d'altres amb bigues de fusta, un arc escarser. Destaquem l'assecador del segon pis. El parament és de pedra irregular unida amb morter.